# Liste der Monuments historiques in Génissac
Die Liste der Monuments historiques in Génissac führt die Monuments historiques in der französischen Gemeinde Génissac auf.

## Liste der Bauwerke
| Bezeichnung        | Beschreibung                  | Standort | Kennzeichnung | Schutzstatus | Datum | Bild           |
| ------------------ | ----------------------------- | -------- | ------------- | ------------ | ----- | -------------- |
| Kapelle St-Nicolas | Erbaut im 12. Jahrhundert     | (Lage)   | PA33000044    | Inscrit      | 2001  | weitere Bilder |
| Schloss            | Erbaut ab dem 14. Jahrhundert | (Lage)   | PA00083559    | Inscrit      | 1978  |                |
| Kreuz              | Erbaut im 18. Jahrhundert     | (Lage)   | PA00083560    | Inscrit      | 1987  |                |

## Liste der Objekte
| Bezeichnung                              | Beschreibung                                                                                                   | Standort                       | Kennzeichnung | Schutzstatus | Datum | Bild |
| ---------------------------------------- | --- | ------------------------------ | ------------- | ------------ | ----- | ---- |
| Skulptur Madonna mit Kind (Foto um 1900) | Holz, bemalt, 17. Jahrhundert; bei der Restaurierung wurden die Veränderungen aus dem 19. Jahrhundert entfernt | in der Kirche St-Martin (Lage) | PM33001506    | Inscrit      | 1981  |      |
| Retabel                                  | Alabaster, Ende des 15. Jahrhunderts                                                                           | in der Kirche St-Martin (Lage) | PM33000521    | Classé       | 1908  |      |